# Quenya jezik
Quenya jezik (high elven; ISO 639-3: qya), umjetni jezik kojeg je stvorio engleski pisac i pjesnik John Ronald Reuel Tolkien, kojim prema autoru govori izmišljena rasa Vilenjaka (Elves; sing. Elf) na Ardi.